# Alejandro Hernando
Alejandro Fabián Hernando (San Martín, 5 de mayo de 1976) es un deportista argentino que compitió en taekwondo. Ganó dos medallas en los Juegos Panamericanos en los años 1995 y 1999, y una medalla en el Campeonato Panamericano de Taekwondo de 1996.

## Palmarés internacional
| Juegos Panamericanos    | Juegos Panamericanos      | Juegos Panamericanos | Juegos Panamericanos |
| Año                     | Lugar                     | Medalla              | Categoría            |
| ----------------------- | ------------------------- | -------------------- | -------------------- |
| 1995                    | Mar del Plata (Argentina) | Medalla de oro       | –64 kg               |
| 1999                    | Winnipeg (Canadá)         | Medalla de bronce    | –68 kg               |
| Campeonato Panamericano |                           |                      |                      |
| Año                     | Lugar                     | Medalla              | Categoría            |
| 1996                    | La Habana (Cuba)          | Medalla de bronce    | –64 kg               |